# Pere de Narbona
Pere de Narbona fou un religiós catòlic que arribà a bisbe d'Urgell i fou el cinquè copríncep d'Andorra entre 1341 i ca. 1348.
Era fill d'Amalric II, vescomte de Narbona i de Joana d'Illa-Jordà.
Va treballar al costat dels coprínceps laics Gastó II de Foix (1341-1343) i Gastó III de Foix (1343-1348), comtes de Foix.